# Сухий Караєць
Сухий Караєць — річка в Україні, в Мурованокуриловецькому районі Вінницької області. Права притока Карайця (басейнДністра).

## Опис
Довжина річки 12 км. Площа басейну 29,2 км2. На окремих ділянках пересихає.

## Розташування
Бере початок на південному сході від Мурованих Курилівців. Тече переважно на південний схід і у Рівному впадає у річку Караєць, ліву притоку Дністра.